# Стенлі Метьюс (тенісист)
Стенлі Метьюс (англ. Stanley Matthews; нар. 20 листопада 1945) — колишній британський тенісист.
Здобув 12 одиночних титулів.
Найвищим досягненням на турнірах Великого шолома було 2 коло в одиночному розряді.
Завершив кар'єру 1973 року.

## Виступи в одиночних турнірах Великого шолома
| W | Ф | ПФ | ЧФ | #Р | КТ | К# | DNQ | A | NH |

| Турнір                                 | 1962  | 1963  | 1964  | 1965  | 1966  | 1967  | 1968  | 1969  | 1970  | 1971  | 1972  | 1973  | Career SR |
| -------------------------------------- | ----- | ----- | ----- | ----- | ----- | ----- | ----- | ----- | ----- | ----- | ----- | ----- | --------- |
| Відкритий чемпіонат Австралії з тенісу |       | 1р    | 1р    |       |       |       |       |       |       |       |       |       | 0 / 2     |
| Відкритий чемпіонат Франції з тенісу   | 1р    |       |       |       | 1р    | 2р    |       | 2р    | 1р    | 1р    |       |       | 2 / 6     |
| Вімблдонський турнір                   |       | 2р    | 1р    | 1р    | 1р    | 1р    | 1р    | 2р    | 1р    | 1р    | 1р    | 1р    | 2 / 11    |
| Відкритий чемпіонат США з тенісу       |       |       |       |       |       |       |       |       |       | 2р    |       |       | 1 / 1     |
| SR                                     | 0 / 1 | 1 / 2 | 0 / 2 | 0 / 1 | 0 / 2 | 1 / 2 | 0 / 1 | 2 / 2 | 0 / 2 | 1 / 3 | 0 / 1 | 0 / 1 | 5 / 20    |

Source